# Kőtelek
Kőtelek is een plaats (község) en gemeente in het Hongaarse comitaat Jász-Nagykun-Szolnok. Kőtelek telt 1803 inwoners (2002).